# Cagliari Calcio 2010-2011
Questa voce raccoglie i dati riguardanti il Cagliari Calcio nelle competizioni ufficiali della stagione 2010-2011.

## Stagione
Nella stagione 2010-2011 dopo il burrascoso finale della stagione passata, il presidente Massimo Cellino decide di affidare la squadra a una bandiera rossoblù, Pierpaolo Bisoli, reduce da due grandi stagioni con il Cesena (doppia promozione dalla Serie C1 alla Serie A).
Dalla squadra romagnola arriva anche il difensore Dario Biasi, voluto fortemente dal tecnico, mentre il grande acquisto è il fantasista Alex Pinardi dal Modena. L'attaccante Daniele Ragatzu entra stabilmente nella rosa della prima squadra.
Sul fronte delle cessioni spicca il trasferimento di Joaquín Larrivey agli argentini del Colón. Dopo 12 anni di carriera in rossoblù Diego Luis López lascia il Cagliari e la fascia di capitano, che passa nel braccio di Daniele Conti.
La stagione parte abbastanza bene coi pareggio in casa del Palermo, a Bari e in casa contro la Sampdoria e soprattutto la sonora vittoria per 5-1 sulla Roma. Alla quinta giornata, arriva la prima sconfitta per 4-2 contro la Juventus. Nelle successive tre partite, il Cagliari fa un solo punto e sprofonda al penultimo posto. La successiva affermazione contro il Bologna (2-0) pareva aver risollevato la squadra ma due sconfitte arrivate in extremis contro Napoli e Genoa e le incomprensioni tra l'allenatore Bisoli e i "senatori" dello spogliatoio rossoblu costringono il presidente Cellino ad affidare la panchina a Roberto Donadoni.
Col tecnico bergamasco il Cagliari si risolleva totalizzando 12 punti in sette partite (frutto di 4 vittorie) e riprende il cammino verso la salvezza anche grazie ai gol di Alessandro Matri, che viene poi ceduto alla Juventus nel mercato di gennaio. 
L'inizio del girone di ritorno è ottimo con tre vittorie e una sconfitta e la squadra sale al nono posto. Nonostante la cessione di Matri, il Cagliari fa comunque dei buoni risultati e aspira a raggiungere l'Europa League. Ma dalla 29ª giornata in poi il Cagliari fa solo 6 punti e chiude il campionato al 14º posto con 45 punti, 9 in più della terzultima.

## Divise e sponsor
Lo sponsor istituzionale del Cagliari per la stagione è Dahlia TV, lo sponsor tecnico (per il terzo anno consecutivo) è la Macron.
| Casa | Trasferta | Terza divisa |

## Organigramma societario
Area direttiva
- Presidente e Amministratore delegato: Massimo Cellino
- Consigliere Responsabile Marketing: Ercole Cellino
- Consigliere di Amministrazione: Edoardo Cellino
- Consigliere Resp.Impianti Tecnici e della Sicurezza: Marcello Vasapollo
- Consigliere Ammin. Delegato Rapporti Tifoseria: Giampaolo Caboni

Area marketing
- Respons. Marketing: Stefania Campus
- Respons. Cagliari Point: Laura Mareddu

Area organizzativa
- Responsabile Amministrativo: Carlo Catte
- Resp. e Direttore Tecnico Settore Giovanile: Gianfranco Matteoli
- Direttore Generale: Francesco Marroccu
- Resp. Relazioni Esterne: Sandro Angioni
- Consulente Marketing: Stefania Campus
- Segretaria Presidenza: Yveline Fonteny
- Segretario Generale Sportivo: Matteo Stagno
- Addetto Ufficio stampa: Francesco Ciusa

Area tecnica
- Responsabile Prima Squadra: Roberto Donadoni
- Vice Allenatore: Luca Gotti
- Preparatore dei Portieri: Nico Facciolo
- Preparatore Atletico: Giovanni Andreini, Matteo Levi Micheli

Area sanitaria
- Resp. Sanitario: Marco Scorcu
- Medico Prima Squadra: Francesco Piras
- Fisioterapisti: Salvatore Congiu, Francesco Todde
- Massafisioterapista: Damiano Stefanini

## Rosa
Rosa, numerazione e ruoli, tratti dal sito ufficiale della società, sono aggiornati al 1º febbraio 2011.
| N. |                        | Ruolo | Calciatore               |
| -- | ---------------------- | ----- | ------------------------ |
| 1  | Italia (bandiera)      | P     | Michael Agazzi           |
| 2  | Italia (bandiera)      | D     | Dario Biasi              |
| 3  | Italia (bandiera)      | D     | Lorenzo Ariaudo          |
| 4  | Belgio (bandiera)      | C     | Radja Nainggolan         |
| 5  | Italia (bandiera)      | C     | Daniele Conti (capitano) |
| 7  | Italia (bandiera)      | C     | Andrea Cossu             |
| 8  | Italia (bandiera)      | C     | Davide Biondini          |
| 9  | Italia (bandiera)      | A     | Robert Acquafresca       |
| 10 | Italia (bandiera)      | C     | Andrea Lazzari           |
| 13 | Italia (bandiera)      | D     | Davide Astori            |
| 14 | Italia (bandiera)      | D     | Francesco Pisano         |
| 15 | Italia (bandiera)      | C     | Daniele Giorico          |
| 16 | Bielorussia (bandiera) | C     | Michail Sivakoŭ          |
| 18 | Brasile (bandiera)     | A     | Nenê                     |
| 20 | Italia (bandiera)      | C     | Simon Laner              |

| N. |                     | Ruolo | Calciatore                          |
| -- | ------------------- | ----- | ----------------------------------- |
| 21 | Italia (bandiera)   | D     | Michele Canini                      |
| 22 | Italia (bandiera)   | P     | Federico Marchetti                  |
| 23 | Italia (bandiera)   | C     | Alex Pinardi                        |
| 23 | Italia (bandiera)   | C     | Simone Missiroli                    |
| 24 | Italia (bandiera)   | D     | Gabriele Perico                     |
| 25 | Italia (bandiera)   | P     | Ivan Pelizzoli                      |
| 26 | Italia (bandiera)   | D     | Paolo Dametto                       |
| 27 | Italia (bandiera)   | A     | Mattia Gallon                       |
| 28 | Italia (bandiera)   | D     | Daniele Magliocchetti               |
| 29 | Svizzera (bandiera) | D     | Bruno Martignoni                    |
| 30 | Italia (bandiera)   | A     | Daniele Ragatzu                     |
| 31 | Italia (bandiera)   | D     | Alessandro Agostini (vice capitano) |
| 32 | Italia (bandiera)   | A     | Alessandro Matri                    |
| 32 | Uruguay (bandiera)  | C     | Pablo Ceppelini                     |
| 33 | Italia (bandiera)   | D     | Ignazio Carta                       |

## Calciomercato

### Sessione estiva(dall'1/7 all'1/9)
| Acquisti | Acquisti              | Acquisti        | Acquisti                                     |
| R.       | Nome                  | da              | Modalità                                     |
| -------- | --------------------- | --------------- | -------------------------------------------- |
| P        | Michael Agazzi        | Triestina       | fine prestito                                |
| P        | Ivan Pelizzoli        | Lokomotiv Mosca | definitivo (0 mln €)                         |
| D        | Lorenzo Ariaudo       | Juventus        | comproprietà                                 |
| D        | Dario Biasi           | Cesena          | definitivo (0 mln €)                         |
| D        | Daniele Magliocchetti | Triestina       | fine prestito                                |
| D        | Gabriele Perico       | AlbinoLeffe     | comproprietà                                 |
| D        | Bruno Martignoni      | Locarno         | prestito                                     |
| C        | Simon Laner           | AlbinoLeffe     | comproprietà                                 |
| C        | Radja Nainggolan      | Piacenza        | prestito                                     |
| C        | Alex Pinardi          | Modena          | definitivo (0 mln €)                         |
| C        | Michail Sivakov       | Piacenza        | fine prestito                                |
| A        | Robert Acquafresca    | Genoa           | prestito (con diritto di riscatto a 6 mln €) |

| Cessioni | Cessioni            | Cessioni       | Cessioni                         |
| R.       | Nome                | a              | Modalità                         |
| -------- | ------------------- | -------------- | -------------------------------- |
| P        | Cristiano Lupatelli | svincolato     | fine contratto                   |
| P        | Mauro Vigorito      | Carrarese      | prestito                         |
| D        | Diego Lopez         |                | fine carriera                    |
| D        | Lino Marzorati      | Empoli         | riscatto compr. (0,3 mln €)      |
| C        | Marco Mancosu       | Siracusa       | comproprietà                     |
| C        | Andrea Parola       | svincolato     | fine contratto                   |
| C        | Mario Brkljača      | Hajduk Spalato | definitivo                       |
| C        | Michail Sivakov     | Piacenza       | fine prestito                    |
| C        | Enrico Cotza        | Villacidrese   | comproprietà                     |
| C        | Mattia Bodano       | Gavorrano      | prestito                         |
| C        | Salvatore Burrai    | Foggia         | prestito                         |
| C        | Marco Sau           | Foggia         | prestito                         |
| A        | Joaquín Larrivey    | Colón (SF)     | prestito con diritto di riscatto |
| A        | Jeda                | Lecce          | definitivo (1 mln €)             |

### Sessione invernale(dal 3/1 al 31/1)
| Acquisti | Acquisti         | Acquisti | Acquisti                         |
| R.       | Nome             | da       | Modalità                         |
| -------- | ---------------- | -------- | -------------------------------- |
| C        | Simone Missiroli | Reggina  | prestito con diritto di riscatto |
| C        | Pablo Cepellini  | Peñarol  | definitivo                       |

| Cessioni | Cessioni         | Cessioni       | Cessioni                         |
| R.       | Nome             | a              | Modalità                         |
| -------- | ---------------- | -------------- | -------------------------------- |
| D        | Dario Biasi      | Frosinone      | definitivo                       |
| C        | Alex Pinardi     | Novara         | definitivo                       |
| C        | Mikhail Sivakov  | Wisła Cracovia | prestito                         |
| A        | Alessandro Matri | Juventus       | prestito con diritto di riscatto |

## Risultati

### Serie A

#### Girone di andata
| Palermo 29 agosto 2010, ore 20:45 CEST 1ª giornata | Palermo           | 0 – 0 referto | Cagliari | Stadio Renzo Barbera\| Arbitro: \| Morganti (Ascoli) \| |
| Arbitro:                                           | Morganti (Ascoli) |               |          |                                                         |

| Arbitro: | Celi (Bari) |

|                                                     |           |              |
| Conti 8’ Matri 23’, 47’ Acquafresca 38’ Lazzari 88’ | Marcatori | 18’ De Rossi |

| Bari 19 settembre 2010, ore 12:30 CEST 3ª giornata | Bari                | 0 – 0 referto | Cagliari | Stadio San Nicola\| Arbitro: \| Gervasoni (Mantova) \| |
| Arbitro:                                           | Gervasoni (Mantova) |               |          |                                                        |

| Cagliari 22 settembre 2010, ore 20:45 CEST 4ª giornata | Cagliari            | 0 – 0 referto | Sampdoria | Stadio Sant'Elia\| Arbitro: \| Pierpaoli (Firenze) \| |
| Arbitro:                                               | Pierpaoli (Firenze) |               |           |                                                       |

| Arbitro: | Brighi (Cesena) |

|                                            |           |                |
| Krasic 12’, 33’, 69’ Nainggolan 55’ (aut.) | Marcatori | 20’, 80’ Matri |

| [[Verona]] 3 ottobre 2010, ore 15:00 CEST 6ª giornata | Chievo              | 0 – 0 referto | Cagliari | Stadio Marcantonio Bentegodi\| Arbitro: \| De Marco (Chiavari) \| |
| Arbitro:                                              | De Marco (Chiavari) |               |          |                                                                   |

| Arbitro: | Tagliavento (Terni) |

|  |           |           |
|  | Marcatori | 38’ Eto'o |

| Arbitro: | Mazzoleni (Bergamo) |

|                        |           |           |
| Floccari 21’ Mauri 53’ | Marcatori | 59’ Matri |

| Arbitro: | Bergonzi (Genova) |

|                         |           |  |
| Nenê 49’ Nainggolan 78’ | Marcatori |  |

| Arbitro: | Tozzi (Ostia) |

|                  |           |           |
| Floro Flores 44’ | Marcatori | 12’ Conti |

| Arbitro: | Rocchi (Firenze) |

|  |           |               |
|  | Marcatori | 90+4’ Lavezzi |

| Arbitro: | Romeo (Verona) |

|  |           |               |
|  | Marcatori | 82’ Ranocchia |

| Arbitro: | Celi (Bari) |

|                |           |                     |
| Caracciolo 19’ | Marcatori | 62’ Matri 65’ Conti |

| Arbitro: | De Marco (Chiavari) |

|                          |           |                            |
| Matri 6’, 15’ Canini 27’ | Marcatori | 53’ Olivera 80’ Di Michele |

| Arbitro: | Peruzzo (Schio) |

|          |           |  |
| Mutu 52’ | Marcatori |  |

| Arbitro: | Tommasi (Bassano del Grappa) |

|                    |           |  |
| Nenê 11’, 27’, 71’ | Marcatori |  |

| Arbitro: | Mazzoleni (Bergamo) |

|             |           |  |
| Jiménez 18’ | Marcatori |  |

| Arbitro: | Rizzoli (Bologna) |

|  |           |              |
|  | Marcatori | 85’ Strasser |

| Arbitro: | Candussio (Cervignano del Friuli) |

|              |           |                      |
| Giovinco 52’ | Marcatori | 21’, 31’ Acquafresca |

#### Girone di ritorno
| Arbitro: | Tagliavento (Terni) |

|                                            |           |             |
| Matri 23’ Nocerino 47’ (aut.) Biondini 54’ | Marcatori | 50’ Pastore |

| Arbitro: | Gava (Conegliano) |

|                                           |           |  |
| Totti 22’ (rig.) Perrotta 70’ Ménez 90+2’ | Marcatori |  |

| Arbitro: | Orsato (Schio) |

|               |           |           |
| Matri 8’, 12’ | Marcatori | 14’ Okaka |

| Arbitro: | Peruzzo (Schio) |

|  |           |                |
|  | Marcatori | 36’ Nainggolan |

| Arbitro: | Rocchi (Firenze) |

|                 |           |                         |
| Acquafresca 50’ | Marcatori | 19’, 73’ Matri 83’ Toni |

| Arbitro: | Tozzi (Ostia) |

|                                    |           |             |
| Conti 19’ Canini 29’ Nenê 43’, 71’ | Marcatori | 84’ Théréau |

| Arbitro: | Celi (Campobasso) |

|           |           |  |
| Kharja 7’ | Marcatori |  |

| Arbitro: | C. Russo (Nola) |

|                 |           |  |
| Dias 40’ (aut.) | Marcatori |  |

| Arbitro: | Ostinelli (Como) |

|                                  |           |                       |
| Di Vaio 28’ (rig.) Ramírez 90+4’ | Marcatori | 57’ Cossu 81’ Ragatzu |

| Arbitro: | Banti (Livorno) |

|  |           |                                            |
|  | Marcatori | 42’ Benatia 44’ Sánchez 48’, 54’ Di Natale |

| Arbitro: | Damato (Barletta) |

|                        |           |                 |
| Cavani 48’ (rig.), 61’ | Marcatori | 56’ Acquafresca |

| Arbitro: | Giacomelli (Trieste) |

|  |           |                 |
|  | Marcatori | 16’ Acquafresca |

| Arbitro: | Bergonzi (Genova) |

|           |           |                   |
| Cossu 21’ | Marcatori | 61’ A. Caracciolo |

| Arbitro: | Banti (Livorno) |

|                                     |           |                                |
| Mesbah 49’ Fabiano 88’ Corvia 90+3’ | Marcatori | 20’, 72’ Acquafresca 67’ Conti |

| Arbitro: | Doveri (Roma) |

|           |           |               |
| Cossu 46’ | Marcatori | 45’, 49’Cerci |

| Arbitro: | Peruzzo (Schio) |

|                             |           |  |
| Silvestre 78’ Bergessio 82’ | Marcatori |  |

| Arbitro: | Romeo (Verona) |

|  |           |                       |
|  | Marcatori | 54’Jiménez 84’Malonga |

| Arbitro: | Ciampi (Roma) |

|                                          |           |          |
| Robinho 22’, 35’ Gattuso 24’ Seedorf 77’ | Marcatori | 38’Cossu |

| Arbitro: | Velotto (Grosseto) |

|                      |           |             |
| Feltscher 55’ (aut.) | Marcatori | 34’ Bojinov |

### Coppa Italia

#### Turni preliminari
| Arbitro: | Candussio (Cervignano del Friuli) |

|                               |           |  |
| Nenê 32’, 45’ Acquafresca 60’ | Marcatori |  |

| Arbitro: | N. Stefanini (Prato) |

|  |           |                                                 |
|  | Marcatori | 31’ (rig.) Meggiorini 84’ Ramírez 90+1’ Giménez |

## Statistiche

### Statistiche di squadra
| Competizione | Punti | In casa | In casa | In casa | In casa | In casa | In casa | In trasferta | In trasferta | In trasferta | In trasferta | In trasferta | In trasferta | Totale | Totale | Totale | Totale | Totale | Totale | D.R |
| Competizione | Punti | G       | V       | N       | P       | Gf      | Gs      | G            | V            | N            | P            | Gf           | Gs           | G      | V      | N      | P      | Gf     | Gs     | D.R |
| ------------ | ----- | ------- | ------- | ------- | ------- | ------- | ------- | ------------ | ------------ | ------------ | ------------ | ------------ | ------------ | ------ | ------ | ------ | ------ | ------ | ------ | --- |
| Serie A      | 45    | 19      | 8       | 3       | 8       | 27      | 23      | 19           | 4            | 6            | 9            | 17           | 28           | 38     | 12     | 9      | 17     | 44     | 51     | -7  |
| Coppa Italia | -     | 2       | 1       | 0       | 1       | 3       | 3       | -            | -            | -            | -            | -            | -            | 2      | 1      | 0      | 1      | 3      | 3      | -0  |
| Totale       | -     | 21      | 9       | 3       | 9       | 30      | 26      | 19           | 4            | 6            | 9            | 17           | 28           | 40     | 13     | 9      | 18     | 47     | 54     | -7  |

### Andamento in campionato
| Giornata  | 1  | 2 | 3 | 4 | 5  | 6  | 7  | 8  | 9  | 10 | 11 | 12 | 13 | 14 | 15 | 16 | 17 | 18 | 19 | 20 | 21 | 22 | 23 | 24 | 25 | 26 | 27 | 28 | 29 | 30 | 31 | 32 | 33 | 34 | 35 | 36 | 37 | 38 |
| --------- | -- | - | - | - | -- | -- | -- | -- | -- | -- | -- | -- | -- | -- | -- | -- | -- | -- | -- | -- | -- | -- | -- | -- | -- | -- | -- | -- | -- | -- | -- | -- | -- | -- | -- | -- | -- | -- |
| Luogo     | T  | C | T | C | T  | T  | C  | T  | C  | T  | C  | C  | T  | C  | T  | C  | T  | C  | T  | C  | T  | C  | T  | C  | C  | T  | C  | T  | C  | T  | T  | C  | T  | C  | T  | C  | T  | C  |
| Risultato | N  | V | N | N | P  | N  | P  | P  | V  | N  | P  | P  | V  | V  | P  | V  | P  | P  | V  | V  | P  | V  | V  | P  | V  | P  | V  | N  | P  | P  | V  | N  | N  | P  | P  | P  | P  | N  |
| Posizione | 10 | 2 | 6 | 7 | 11 | 13 | 16 | 19 | 13 | 12 | 15 | 17 | 15 | 13 | 16 | 11 | 14 | 15 | 12 | 9  | 12 | 10 | 9  | 9  | 9  | 9  | 9  | 9  | 11 | 11 | 11 | 9  | 9  | 11 | 11 | 11 | 14 | 14 |

Legenda:

Luogo: C = Casa; T = Trasferta. Risultato: V = Vittoria; N = Pareggio; P = Sconfitta.